# Renault 5 Turbo
Renault 5 turbo var en specialversion av Renaults småbil Renault 5 som tillverkades under 1980-1984. Den har motorn bakom föraren monterad på längden och drivning på bakhjulen - vilket gör den strikt tvåsitsig. Modellen designades för att användas i rally och tog efter samma koncept som Lancia Stratos hade använt för att skörda framgångar i sporten. Bilen hade inte särskilt många delar gemensamma med den framhjulsdrivna standardmodellen av Renault 5, men tanken var naturligtvis att rallybilen skulle öka intresset för de vanliga bilarna.

## Renault turbo (1)
Den första serien tillverkades i 400 exemplar för att kvala in i Grupp 4-reglementet. Den hade en 1,4-liters turbomotor med 158 hk.

## Renault turbo 2
När de första 400 bilarna hade tillverkats kom en ny version som använde fler standardkomponenter och därför blev lite billigare. Det var fortfarande en mycket snabb bil med bra vägegenskaper, särskilt på krokiga asfaltsvägar. Efter att denna serie började tillverkades kom den första serien att kallas "Turbo 1"

## Renault 5 Maxi turbo
Alla tävlingsbilar byggdes med "Renault 5 Turbo 1" som grund. Motoreffekten ökades till 180, 200 och slutligen 345 hk. Den sistnämnda kallades Renault 5 Maxi turbo.
Renault 5 med mittmotor hade inga direkta konkurrenter men den fyrhjulsdrivna Peugeot 205 Turbo 16 med motorn bakom föraren torde vara den närmaste konkurrenten vid sidan av Lancia Delta S4. I tävlingssammanhang blev framgångssagan inte så långvarig, eftersom fyrhjulsdrivna bilar började slå igenom i början av 1980-talet och tog helt över i Grupp B som var den stora tungviktsklassen internationellt. 

## Andra turbomodeller
Den "vanliga" Renault 5 fanns också i lite sportigare Alpine-modeller, vara en hette Renault 5 Alpine Turbo. Trots att namnet påminner om Renault 5 turbo var det här en helt vanlig framhjulsdriven standardbil, dock med lite starkare motor på 110 hk. 
Även den nya generationen av Renault 5 som började tillverkas 1985 fanns med turbomotorer i enstaka versioner, men vid det laget hade den ursprungliga Renault 5 turbo redan slutat tillverkas, så någon ny generation av mittmotorbilen blev det inte.  

1998 återupplivade Renault konceptet med att bygga en mittmotorbil baserad på en vanlig småbil när Clio V6 presenterades. 